# Monta McGhee
Monta McGhee (* 11. November 1979) ist ein ehemaliger US-amerikanischer Basketballspieler. Nach dem Studium in seinem Heimatland wurde McGhee Profi in Europa. McGhee wurde in Dänemark und den Niederlanden mit seinen jeweiligen Mannschaften Meister. Nachdem er 2008 mit den Cuxhaven BasCats Vizemeister der zweithöchsten deutschen Spielklasse ProA geworden, spielte er für die Giants Nördlingen auch eine Spielzeit in der höchsten deutschen Spielklasse. In der Bundesliga-Saison 2008/09 war er mit durchschnittlich gut 14 Punkten pro Spiel zehntbester Korbschütze und durchschnittlich gut 8 Rebounds drittbester Rebounder der Spielzeit. Später spielte er in den Niederlanden, Belgien und Israel.

## Karriere
In Chicago aufgewachsen begann McGhee im Jahr 2000 ein Studium am Kishwaukee College in Malta (Illinois), wo er für deren Hochschulmannschaft Kougars in der National Junior College Athletic Association spielte. Er wurde zweimal als bester Spieler der NJCAA-Conference ausgezeichnet, in der die Kougars spielten, und 2012 für seine sportlichen Leistungen in die „Athletic Hall of Fame“ (deutsch Sportler-Ruhmeshalle) dieser Hochschule aufgenommen. Zur Fortsetzung seines Studiums blieb McGhee in Illinois und ging an die Lewis University in Romeoville. Für deren Hochschulmannschaft Flyers spielte er in der NCAA Division II. In seinem zweiten Jahr wurde er 2004 von der Vereinigung der US-amerikanischen College-Basketballtrainer (NABC) als einer der 16 besten Spieler („All-American“) der Division II ausgezeichnet.
McGhee begann eine Karriere als Profispieler und bekam zunächst einen Vertrag in der dänischen Liga. Nach einer Spielzeit wechselte er 2005 zum Horsens IC, der zu den erfolgreichsten Basketballmannschaften in Dänemark gehört. Mit dieser Mannschaft gewann er 2006 zum vierten Mal in der Vereinsgeschichte die Meisterschaft gegen Titelverteidiger Bakken Bears. Ein Jahr später belegte man in den Play-offs um die Meisterschaft den dritten Platz. Anschließend wechselte McGhee ins Nachbarland Deutschland von der Ostsee- an die Nordseeküste zu den Cuxhaven BasCats. Die Cuxhavener erreichten in der 2. Bundesliga ProA in der Saison 2007/08 als Vizemeister einen Aufstiegsplatz, konnten diesen aber nicht wahrnehmen, weil sie aus wirtschaftlichen und infrastrukturellen Gründen ohne Aussicht auf eine Lizenzerteilung waren. McGhee wurde als Spieler des Monats Dezember 2007 in der ProA geehrt. Nach der Spielzeit wechselte er zusammen mit seinem Cuxhavener Mannschaftskameraden Danny Gibson zum punktgleichen Meister VPV Giants aus Nördlingen, die eine Lizenz für die Basketball-Bundesliga bekommen hatten und den Aufstieg wahrnahmen.
In der Bundesliga-Spielzeit 2008/09 hielt sich der Aufsteiger Giants Nördlingen überraschend gut und erreichte mit McGhee den Klassenerhalt vor den etablierteren Vereinen Gießen 46ers und Eisbären Bremerhaven. Aus wirtschaftlichen Gründen verzichteten die Nördlinger auf eine weitere Erstliga-Spielzeit und stiegen freiwillig in die ProA wieder ab. McGhee wechselte erneut zusammen mit Gibson ins Nachbarland Niederlande und spielte für den Verein aus Leiden. Nachdem die Mannschaft in der Halbfinalserie der  Meisterschafts-Play-offs 2010 knapp gegen den späteren Meister GasTerra Flames verloren hatte, wechselte Gibson als bester Korbschütze der niederländischen Liga nach Deutschland zurück und ging zum Erstliga-Aufsteiger BBC Bayreuth. McGhee blieb bei Zorg en Zekerheid, so der Sponsorenname der Mannschaft, und gewann in einer dramatischen Finalserie in sieben Spielen gegen Titelverteidiger GasTerra Flames nach 33 Jahren die zweite Meisterschaft für diesen Verein. In der Saison 2011/12 spielte er im Nachbarland Belgien für die Bears aus Löwen, die sich jedoch nicht im Vorderfeld der Ethias League platzieren konnten. Für die Spielzeit 2012/13 bekam McGhee dann einen Vertrag in der zweiten israelischen Liga Leumit bei Elitzur aus Jawne.